# Jörg Nikutta
Jörg Nikutta (* 1971) ist ein deutscher Manager in der Eisenbahnbranche.

## Leben
Jörg Nikutta studierte von 1992 bis 1998 Wirtschaftsmathematik an der Universität Bielefeld. 2003 wurde er an der Universität Mannheim in Wirtschaftswissenschaften zum Thema Vergabemechanismen promoviert. Er ist der Bruder der Managerin Sigrid Nikutta.

## Wirken
Nach seiner Promotion war Jörg Nikutta als Berater tätig. Anschließend wechselte er 2003 zur Deutsche Bahn. Dort leitete er verschiedene Projekte, unter anderem die Modernisierung der Intercity-Flotte. Von 2007 bis 2011 war er als Regionalbereichsleiter Produktion, Technik und Betrieb im Osten Deutschlands tätig. 2012 wurde Nikutta zum Direktor Wartung und Instandhaltung für die ICE-Flotte ernannt und war bis Ende 2016 für die Verfügbarkeit aller DB-Fernzüge verantwortlich. Er war zuständig für zehn Instandhaltungswerke und eine Vielzahl von Bereitstellungspunkten mit mehr als 4500 Beschäftigten. Von Januar bis August 2017 war Nikutta Programm-Manager Operational Excellence der Deutschen Bahn.
Zum 1. September 2017 übernahm Jörg Nikutta als Managing Director die Geschäftsführung für die Bereiche Deutschland und Österreich des Schienenfahrzeugherstellers Alstom und wurde zugleich Sprecher der Geschäftsführung der Alstom Transport Deutschland. Von diesem Mandat trat er zum 26. August 2021 zurück. Vom 12. Juli 2021 bis zum 1. November 2023 war er Geschäftsführer der österreichischen Tochtergesellschaft Alstom Transport Austria. Zum 1. Juli 2023 wurde Nikutta Geschäftsführer (Managing Director) von Alstom Denmark. Zum 1. April 2025 übernahm Nikutta zusätzlich die Geschäftsführung (Managing Director) von Alstom Norwegen.